# ANGELS (人工衛星)
ANGELS（Argos Neo on a Generic Economical and Light Satellite）はフランス国立宇宙研究センター(CNES)がNexeya社と共同出資し開発された小型人工衛星。次世代アルゴスシステムのデモンストレーターとして、2019年12月18日に複数の他の衛星と共に打ち上げられた。

## 概要
1978年に設立されたアルゴスシステムは、全世界の海洋に配置された観測用フロート、野生生物に取り付けたバイオロギング用無線タグ、船舶の位置特定発信機など、各種モニタリング機器のデータ信号を衛星軌道上で収集し地上局へ中継するシステムであり、現在その発信機の総数は20,000以上を数える。2019年時点では米仏印の人工衛星に搭載されたアルゴス中継器が7基稼働中であり（Argos-2×2基、Argos-3×5基）、その後継として開発されたArgos-4の最初の1基はインドの海洋観測衛星OceanSat-3に搭載され2020年の打ち上げ準備が進められている。
さらにアルゴスシステムを運用するCLSとその経営母体であるCNESは、小型のアルゴス機器を搭載した25基のナノ衛星コンステレーションを2022年までに実現する構想をまとめ、この発展したアルゴスシステムの運営主体となる企業Kineisを2018年7月に設立した。小型のアルゴス中継器を多数軌道上に周回させることで、アルゴス発信機の上空を通過する衛星の再訪時間を従来の1時間以上から5分～15分にまで短縮してデータ中継の即時性を向上させ、科学研究目的で始まったアルゴスシステムの用途を拡大して、今後の市場成長が予想される「モノのインターネット（IoT）」の需要に応える計画である。
ナノ衛星に搭載するArgos-Neoは、Argos-4から双方向通信のトランスミッターなどを略した小型モデルであり、前世代の機器に比べて10分の1の小型軽量化と、3分の1の省電力を実現する。ANGELSはこのArgos-Neoの軌道上での動作を実証する12Uのキューブサットとして計画され、その主契約社としてNexeya社が選定された。搭載機器のArgos-Neoはタレス・アレーニア・スペースおよびSyrlinks社によって開発が進められた。
ANGELSはイタリアの地球観測衛星COSMO-SkyMed第二世代機および欧州宇宙機関の宇宙望遠鏡CHEOPSと同じソユーズロケットで、2019年12月18日にギアナ宇宙センターより打ち上げられた。